# Orphnaeus porosus
Orphnaeus porosus är en mångfotingart som beskrevs av Verhoeff K. W. 1937. Orphnaeus porosus ingår i släktet Orphnaeus och familjen kamjordkrypare. Inga underarter finns listade i Catalogue of Life.